# Babington-összeesküvés
A Babington-összeesküvés a Ridolfi-összeesküvés után a második legjelentősebb I. Erzsébet angol királynő elleni összeesküvés volt, amely Stuart Mária kivégzéséhez vezetett. Az 1586-os összeesküvés a nevét az összeesküvés vezetőjéről, Anthony Babington (1561–1586) katolikus nemesről kapta, aki a római katolikus skót királynőt, Stuart Máriát akarta trónra juttatni. Sir Francis Walsinghamnek, Erzsébet "kémmesterének" azonban sikerült egy ügynökét beszerveznie az összeesküvésbe, aki a rejtjelezett leveleket eljuttatta neki, Walsingham kémei pedig dekódolták az üzeneteket. Az összeesküvőket kivégezték, Stuart Máriát, az angol királynő katolikus unokatestvérét, Skócia királynőjét 1587. február 8-án.